# Joanna Rønn
Joanna Rønn (født 20. februar 1947 i København) er en dansk socialrådgiver og tidligere politiker, der var medlem af Europa-Parlamentet fra 1989 til 1994, valgt for Socialdemokratiet.  Hun var medlem af Folketinget fra 1985 til 1987 hvor hun indtrådte som efterfølger for Knud Heinesen da han nedlagde sit mandat.
I sin tid i Europa-Parlamentet var hun blandt andet medlem af Udvalget om Kvinders Rettigheder, ligesom hun var næstformand for Delegationen for Forbindelserne med Island.
Rønn har tidligere arbejdet som faglig konsulent i FOA, men var senere jobcenterchef i Tårnby Kommune.